# Янош Беньїк
Янош Беньїк (угор. János Benyik; нар. 4 червня 1951) — колишній угорський тенісист.
Найвищу одиночну позицію світового рейтингу — 170 місце досяг 23 серпня 1973, парну — 216 місце — 1 березня 1976 року.

## Фінали Гран-прі за кар'єру

### Парний розряд: 1 (0–1)
| Результат | W-L | Дата     | Турнір        | Покриття | Партнер       | Суперники                       | Рахунок  |
| --------- | --- | -------- | ------------- | -------- | ------------- | ------------------------------- | -------- |
| Поразка   | 0–1 | Бер 1975 | Шривпорт, США | Килим    | Роберт Мацхан | Вільям Браун Хуан Хісберт стар. | 6–4, 6–4 |